# ジェローラモ・ファブリツィオ

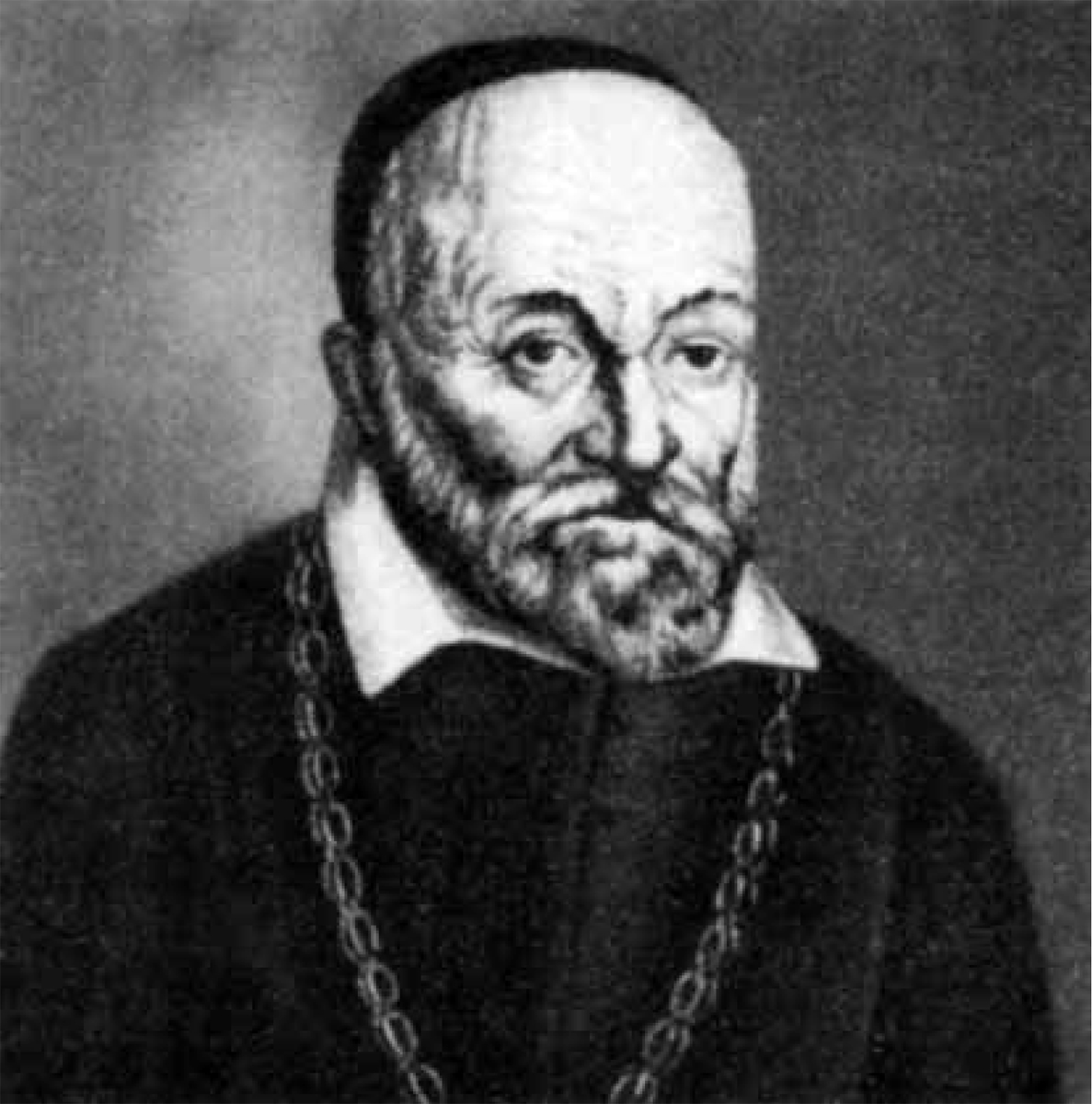
Girolamo Fabrizi d'Acquapendente.

ジェローラモ・ファブリツィオ（Girolamo Fabrizio）またはジローラモ・ファブリッチ・ダクアペンデンテ（Girolamo Fabrizi d'Acquapendente、1537年5月20日 - 1619年5月21日）はイタリアの解剖学者、外科医である。別名はヒエロニムス・ファブリキウス（Hieronymus Fabricius）、あるいはファブリクス・アクアペンデンテ（Fabricus ab Aquapendente）。

## 生涯
ラツィオ州のアックアペンデンテに生まれた。パドヴァ大学でガブリエレ・ファロッピオ（Gabriele Falloppio）らに学び、1559年に医学の学位を得た。パドヴァ大学で解剖学を教え、ファロッピオの後をついで、1565年に外科学と解剖学の教授となった。1594年にパドヴァ大学に、解剖を行いながら講義を行う施設である解剖劇場を設置することによって、解剖学の教育法を革新した。ファブリツィオが教えた医学者には、ユリウス・カセリウス（Julius Casserius） 、ウイリアム・ハーベー（William Harvey）、アドリアーン・ヴァン・デン・スピーゲル（Adriaan van den Spiegel）らがいる。
動物の解剖をすることにより、胎児の形成、食道、胃、腸の構造、眼、耳、喉頭の特化などを研究した。その機能については認識しなかったが静脈弁の構造について記述した最初の解剖学者である。1600年に出版されたTabulae Pictaeで前頭葉と側頭葉を分ける脳溝を記述したが、ファブリツィオの発見は近年まで知られることなく、デンマークの解剖学者、キャスパー・バルトリンは発見者をフランシス・シルビウスとし、トーマス・バルトリンは解剖学の教科書、Institutiones anatomicaeの1641年版ではシルヴィウス溝と命名した。
造血を営む鳥類に特有の器官、ファブリキウス嚢はファブリツィオに因んで命名された。ファブリツィオの死後に残された講義ノートが、De Formatione Ovi et Pulliとして1621年に出版され、その中にファブリキウス嚢の記述が見られた。
外科の分野に貢献し、気管切開手術を自らを行ったことはなかったが、その手術手技の解説も行っている。

## 著書

Operationes chirurgicae, 1685

- De formatu foetu (1600)
- De Venarum Ostiolis (1603)
- De Visione, Voce, Auditu (1600)
- De locutione et ejus instrumentis tractatus (1603)